# Guineische Fußballnationalmannschaft (U-17-Junioren)
Die guineische U-17-Fußballnationalmannschaft ist eine Auswahlmannschaft guineischer Fußballspieler. Sie unterliegt der Fédération Guinéenne de Football und repräsentiert sie international auf U-17-Ebene, etwa in Freundschaftsspielen gegen die Auswahlmannschaften anderer nationaler Verbände, bei U-17-Afrikameisterschaften und U-17-Weltmeisterschaften.
Bei Afrikameisterschaften erreichte die Mannschaft 1995 und 2015 den dritten Platz sowie 2001 das Finale. 2001 wurde sie jedoch vor dem Finale disqualifiziert. 1999, 2003 und 2009 schied sie in der Vorrunde aus.
Bei Weltmeisterschaften erreichte die Mannschaft 1985 den vierten Platz und schied 1989 sowie 1995 in der Vorrunde aus.

## Teilnahme an U-17-Weltmeisterschaften
(Bis 1989 U-16-Weltmeisterschaft)
| 1985 | 4. Platz           |
| 1987 | nicht qualifiziert |
| 1989 | Vorrunde           |
| 1991 | nicht qualifiziert |
| 1993 | nicht qualifiziert |
| 1995 | Vorrunde           |
| 1997 | nicht qualifiziert |
| 1999 | nicht qualifiziert |
| 2001 | nicht qualifiziert |
| 2003 | nicht qualifiziert |
| 2005 | nicht qualifiziert |
| 2007 | nicht qualifiziert |
| 2009 | nicht qualifiziert |
| 2011 | nicht qualifiziert |
| 2013 | nicht qualifiziert |
| 2015 | Vorrunde           |
| 2017 | Vorrunde           |
| 2019 | nicht qualifiziert |
| 2021 | –                  |
| 2023 | nicht teilgenommen |

## Teilnahme an U-17-Afrikameisterschaften
| 1995 | 3. Platz           |
| 1997 | nicht qualifiziert |
| 1999 | Vorrunde           |
| 2001 | Finalist 1         |
| 2003 | Vorrunde           |
| 2005 | nicht qualifiziert |
| 2007 | nicht qualifiziert |
| 2009 | Vorrunde           |
| 2011 | nicht qualifiziert |
| 2013 | nicht qualifiziert |
| 2015 | 3. Platz           |
| 2017 | 3. Platz           |
| 2019 | 2. Platz 2         |
| 2021 | –                  |
| 2023 | nicht teilgenommen |